# Вейденбаум, Мюррей
Мюррей Вейденбаум (англ. Murray Lew Weidenbaum; 10 февраля 1927, Нью-Йорк — 20 марта 2014) — американский экономист.
Бакалавр Городского колледжа (Нью-Йорк), магистр Колумбийского университета и доктор философии Принстона. С 1964 г. преподавал в Вашингтонском университете в Сент-Луисе.
В 1969—1971 заместитель министра финансов США по экономической политике.
Председатель Совета экономических консультантов при президенте США (1981—1982).
Лауреат премии Адама Смита (1996).
В 1975 году принял участие в создании Центра исследований американского бизнеса при Вашингтонском университете, который с 2001 г. носит название Центр Вейденбаума.

## Основные произведения
- «Бизнес, правительство и общество» (Business, Government, and the Public, 1990);
- «Бизнес и правительство на глобальном рынке» (Business and Government in the Global Marketplace, 1995).